# Houtsluipwesp
De houtsluipwesp (Rhyssa persuasoria) is een sluipwesp uit de familie Ichneumonidae (gewone sluipwespen).

## Kenmerken
De houtsluipwesp is een zeer grote, sierlijk gebouwde sluipwesp en een van de grootste sluipwespen van Europa. De lengte van volwassenen varieert van ongeveer 10-20 mm bij mannen tot 20-40 mm bij de vrouwtjes. Het vrouwtje heeft ook een slanke legboor van bijna dezelfde lengte (20-40 mm), die in rust naar achteren uitsteekt. Zij kan daarmee fijne gaatjes in hout boren.
Deze sluipwespen hebben een dun zwart lichaam, verschillende witachtige vlekken op het hoofd, de thorax en de buik en roodachtige poten. De antennes zijn lang en dun. Vrouwtjes hebben een lange legboor, die ze gebruiken bij het leggen van eieren. De lengte van de legboor is groter dan de lichaamslengte.
Deze soort lijkt veel op Rhyssa amoena Gravenhorst, 1829.

## Verspreiding en leefgebied
Deze soort komt voor in het grootste deel van Europa (Oostenrijk, België, Groot-Brittannië, Rusland, Tsjechië, Europees Turkije, Finland, Frankrijk, Duitsland, Griekenland, Hongarije, IJsland, Ierland, Italië, Letland, Litouwen, Noorwegen, Polen, Portugal, Roemenië, Slowakije, Spanje, Zweden, Zwitserland, Nederland en Joegoslavië), in het Australaziatische gebied, Zuidwest-Azië, in het Nearctische gebied, in Noord-Afrika en in het Oriëntaals gebied. Deze wespen komen normaal gesproken voor in naald- of gemengd bos, vooral tijdens de zomer zijn ze zeer algemeen.

## Biologie
Volwassen wespen kunnen voornamelijk worden aangetroffen van juli tot augustus, vooral op paden en open plekken in naaldbossen. Ze voeden zich met koolhydraten zoals suiker en zetmeel, die ze bijvoorbeeld verkrijgen door te eten van honingdauw of dennennaalden. Bloemen worden niet bezocht.
Vrouwtje van deze parasitaire soort boren diep in het hout door middel van hun haardunne legboor (terebra) en legt haar eieren op larven die diep in hout leven (tot 40 mm), die een voedselvoorziening en een broedmachine voor het nageslacht worden, totdat het volledig is gegroeid. Deze soort heeft één generatie per jaar. Larven overwinteren in het bos, verpoppen de volgende lente en komen als volwassenen uit het bos.
De belangrijkste gastheren van Rhyssa persuasoria zijn de larven van Urocerus gigas, Siricidae-soorten, evenals larven van boktorren (Spondylis buprestoides, Monochamus sutor) en Cerambyx cerdo. In Noord-Amerika zijn Sirex areolatus en Syntexis libocedrii de belangrijkste gastheren.